# جیمز هریس سایمنز
جیمز هریس سایمِنز (انگلیسی: James Harris Simons;‎/ˈsaɪmənz/‎؛ زادهٔ ۱۹۳۸ (۸۶–۸۷ سال)) و در می 2024 چشم از جهان فرو بست. ریاضیدان، مدیر صندوق پوشش ریسک میلیاردر و خیر آمریکایی بود. او از سرمایه گذاران کمی بود و در سال ۱۹۸۲ رنسانس تکنالوجیز که یک صندوق پوشش ریسک است را در ستاکت، نیویورک پایه‌گذاری کرد و تا به امروز رئیس هیئت مدیره آن است. رابرت مرسر یکی از مدیران عامل اجرایی این شرکت بود.
او با اعمال مدل‌های آماری مورد استفاده در فیزیک و ریاضیات در بازارهای مالی ایالات متحده، توانست موفقیت‌هایی در پیش‌بینی حرکت قیمت سهام‌ها و دارایی‌ها کسب کند.
سایمنز با اهدای یک کمک مالی مرکز نظریه رایانش سایمونز را در دانشگاه کالیفرنیا برکلی تأسیس کرده‌است.
او استاد دانشگاه MIT بود.
وی همچنین برندهٔ جوایزی همچون جایزه وبلن شده‌است.